# Hyalesthes angustula
Hyalesthes angustula är en insektsart som beskrevs av Géza Horváth 1909. Hyalesthes angustula ingår i släktet Hyalesthes och familjen kilstritar. Inga underarter finns listade i Catalogue of Life.